# Dreaptă

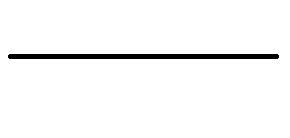
Reprezentarea unei porțiuni dintr-o dreaptă

În matematică o dreaptă este o figură geometrică ce are doar o dimensiune, lungimea. Orice dreaptă este de lungime infinită, conține o infinitate de puncte, este de grosime zero și este o curbă perfect "dreaptă". În geometria euclidiană, pentru două puncte fixe există o dreaptă și numai una ce trece prin amândouă. Este o noțiune primitivă a geometriei. Folosită standard, dreapta reprezintă drumul cel mai scurt dintre două puncte.

## Generalități
În cazul bidimensional, două drepte diferite pot fi confundate (dacă au toate punctele comune), paralele (dacă sunt disjuncte, adică nu au nici un punct comun) sau concurente (se intersectează, întotdeauna într-un punct și numai unul). În cazurile tri- sau multidimensionale, dreptele pot fi oarecare între ele, însemnând nu numai că nu se intersectează, dar și că nu definesc un plan. Două plane distincte se pot intersecta după o dreaptă comună. Trei sau mai multe puncte care aparțin uneia și aceleiași drepte se numesc coliniare.

## Exemple

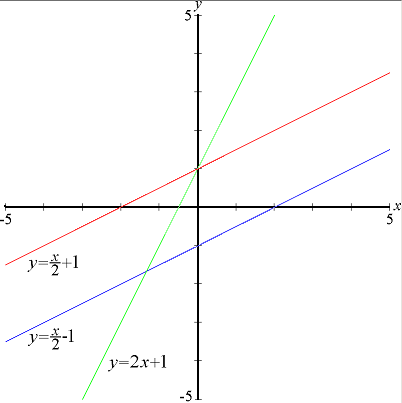
Funcțiile liniare, dreptele de culoare roșie și albastră au aceeași pantă, în timp ce cea verde și cea roșie au aceeași ordonată la origine

Dreptele dintr-un plan cartezian pot fi definite algebric prin ecuații liniare și funcții liniare. În cazul bi-dimensional, forma cea mai des utilizată este ecuația dreptei în care variabila dependentă (aici, y) este exprimată în "funcție de" variabila independentă (aici, x).
{\displaystyle y=ax+b\,}
unde
a este panta dreptei, adică valoarea funcției tangentă a unghiului dintre dreaptă și sensul pozitiv al abscisei (axa orizontală, Ox).
b este ordonata la origine (distanța măsurată pe axa verticală, 0y, dintre punctul de intersecție al dreptei cu axa 0y și originea sistemului de coordonate.
x este variabila independentă.
În cazul tridimensional, orice dreaptă este adesea descrisa ca 0y + at
{\displaystyle x=x_{0}+at\,}
{\displaystyle y=y_{0}+bt\,}
{\displaystyle z=z_{0}+ct\,}
unde
x, y și z sunt funcții depinzând de aceeași variabilă independentă, t.
{\displaystyle x_{0}}, {\displaystyle y_{0}} și {\displaystyle z_{0}} reprezintă valorile inițiale ale respectivelor variabile.
iar a, b și c sunt valori numerice referitoare la panta dreptei, astfel încât vectorul dat de versorii (a, b, c) este paralel cu dreapta.